# Aphis dasiphorae
Aphis dasiphorae är en insektsart. Aphis dasiphorae ingår i släktet Aphis och familjen långrörsbladlöss. Inga underarter finns listade i Catalogue of Life.